# Serbia Open
Serbia Open är en tennisturnering som spelas i Belgrad, Serbien. Turneringen spelas utomhus på grus och ingår i kategorin 250 Series på ATP-touren samt 250 Series på WTA-touren. Turneringen spelades för första gången 2009, mellan 4 och 10 maj. Det var första gången Serbien arrangerade en professionell tennisturnering på ATP-touren eller WTA-touren någonsin.
2013 ersattes Serbia Open på ATP-touren av Power Horse Cup i Düsseldorf. Turneringen återvände på ATP-touren i april 2021 då den ersatte Hungarian Open. 2021 var även debutåret för Serbia Open på WTA-touren.

## Resultat

### Herrsingel
| År        | Mästare                   | Finalist                  | Resultat                  |
| --------- | ------------------------- | ------------------------- | ------------------------- |
| 2009      | Novak Djokovic            | Łukasz Kubot              | 6–3, 7–6(7–0)             |
| 2010      | Sam Querrey               | John Isner                | 3–6, 7–6(7–4), 6–4        |
| 2011      | Novak Djokovic            | Feliciano López           | 7–6(7–4), 6–2             |
| 2012      | Andreas Seppi             | Benoît Paire              | 6–3, 6–2                  |
| 2013–2020 | Turneringen spelades inte | Turneringen spelades inte | Turneringen spelades inte |
| 2021      | Matteo Berrettini         | Aslan Karatsev            | 6–1, 3–6, 7–6(7–0)        |

### Damsingel
| År   | Mästare      | Finalist   | Resultat          |
| ---- | ------------ | ---------- | ----------------- |
| 2021 | Paula Badosa | Ana Konjuh | 6–2, 2–0, avbröt. |

### Herrdubbel
| År        | Mästare                              | Finalister                        | Resultat                  |
| --------- | ------------------------------------ | --------------------------------- | ------------------------- |
| 2009      | Łukasz Kubot Oliver Marach           | Johan Brunström Jean-Julien Rojer | 6–2, 7–6(7–3)             |
| 2010      | Santiago González Travis Rettenmaier | Tomasz Bednarek Mateusz Kowalczyk | 7–6(8–6), 6–1             |
| 2011      | František Čermák Filip Polášek       | Oliver Marach Alexander Peya      | 7–5, 6–2                  |
| 2012      | Jonathan Erlich Andy Ram             | Martin Emmrich Andreas Siljeström | 4–6, 6–2, [10–6]          |
| 2013–2020 | Turneringen spelades inte            | Turneringen spelades inte         | Turneringen spelades inte |
| 2021      | Ivan Sabanov Matej Sabanov           | Ariel Behar Gonzalo Escobar       | 6–3, 7–6(7–5)             |

### Damdubbel
| År   | Mästare                           | Finalister                       | Resultat |
| ---- | --------------------------------- | -------------------------------- | -------- |
| 2021 | Aleksandra Krunić Nina Stojanović | Greet Minnen Alison Van Uytvanck | 6–0, 6–2 |